# 伝書鳩 (企業)
株式会社伝書鳩（でんしょばと）は、日刊フリーペーパー「経済の伝書鳩」の発行、北見地方の北見市、網走市を中心にチラシ宣伝物の一部世帯配布(各地とも全世帯は配布されていない)や顧客の指定した部分エリア配布を行う自前の宅配ポスティング事業、Webによる地元の企業や商品紹介「オホーツク特選街」を展開している。

## 事業内容

### フリーペーパー日刊「経済の伝書鳩」
「経済の伝書鳩」は、1983年（昭和58年）6月14日に地元北見市の情報紙として創刊された。当初B4判表裏2ページ週2回の発行からスタートし、現在は週6回発行のタブロイド判、全ページフルカラー体裁・基本4〜12ページの日刊紙となっている。
現在所定エリアで配布されている地域は、北見市（端野町、留辺蘂町、常呂町）、網走市、訓子府町、置戸町、津別町、美幌町、大空町の2市5町で、総世帯数約95,000世帯中の約85,000世帯をカバーする。

### ポスティング宅配事業
地元の北見で1983年（昭和58年）5月26日に開始。
当時、北見市での広告やチラシの宣伝は新聞媒体のみに限られていたが、住民世帯数に対する新聞購読率の差が大きく、全住民への告知度に疑問を持ったことが事業発案のきっかけである。宣伝効果に期待を寄せる事業主は、新聞未購読世帯も大切な消費者であるため、市街地世帯のみの配布組織を作る。しかし、チラシのみを各家庭に届けるのでは関心あるチラシの内容かどうかを手にして見る前にゴミ化されてしまうため、読み物を添付して併配することを考えた。地域住民が関心のあるその地域の内容を盛り込んだ情報紙を作ることで、情報紙を手にした際に必然的にチラシも手にし目にする形態を用いたという。
現在は更に、ネット社会への対応も考慮し自前でホームページを立ち上げ、日刊情報紙の記事内容を毎日更新してWeb掲載。同時に地元オホーツクの役に立ちたいと地産商品や地元企業が扱う商品、併せて地元の企業も紹介する「オホーツク特選街」を立ち上げている。
同社社長の藤澤達夫は、「現在の便利なネット社会にあっては、パソコンで見つけたら簡単に全国どこのものでもすぐに手に入る。でもオホーツクで商売する店や企業が扱う商品にも同一商品はもちろん類似商品、オリジナルもいっぱいある。だが、全国へのネット購入により地元での消費購買がどんどん薄くなる状況は地方の経済力をどんどん低下させてしまわないか。地元オホーツクで手に入れられるものは価格の問題もあるが地元消費者にできれば購入して貰いたい。それにはもっともっと商品やサービスを地元に向けて紹介するWeb掲載の場が必要。それが必然的に全国や世界にも地元オホーツクを紹介する場になる。」と話している。